# Gregory Keyes
Gregory Keyes (Meridian, 11 aprile 1963) è uno scrittore statunitense di fantascienza e fantasy.

## Biografia
Keyes è nato da una famiglia numerosa. Si è laureato in antropologia all'Università statale del Mississippi e all'Università della Georgia prima di diventare uno scrittore a tempo pieno. Pratica scherma. Vive a Savannah in Georgia. È anche l'allenatore del club di scherma al Savannah College of Art and Design.

## Stile
Greg Keyes costruisce le sue storie intorno a molti protagonisti che si incontrano molto di rado, ma ciò permette al lettore di seguire differenti punti di vista dei medesimi eventi. Molti dei capitoli nei suoi libri si incentrano su uno dei protagonisti e spesso terminano con una sorpresa o con un cliffhanger e la storia si sposta su un altro personaggio.
Anche le conoscenze di Greg della scherma e della linguistica giocano un grande ruolo nei suoi libri. Per esempio, Stephen Darige, uno dei personaggi principali nella Saga dei Regni delle Spine e delle Ossa è un esperto linguista e le sue conoscenze e le sue abilità giocano un ruolo importante nello sviluppo della storia.

## Opere
(parziale)
- Il re degli alberi, Roma, Fanucci, 2004, ISBN 88-347-1044-4.
- Il principe delle ombre, Roma, Fanucci, 2005, ISBN 88-347-1097-5.
- Il cavaliere sanguinario, Roma, Fanucci, 2007, ISBN 88-347-1243-9.
- La nuova regina, Roma, Fanucci, 2009, ISBN 88-347-1528-4.
- La città infernale, 2009.
- Il signore delle anime, 2011.